# Radio RSC

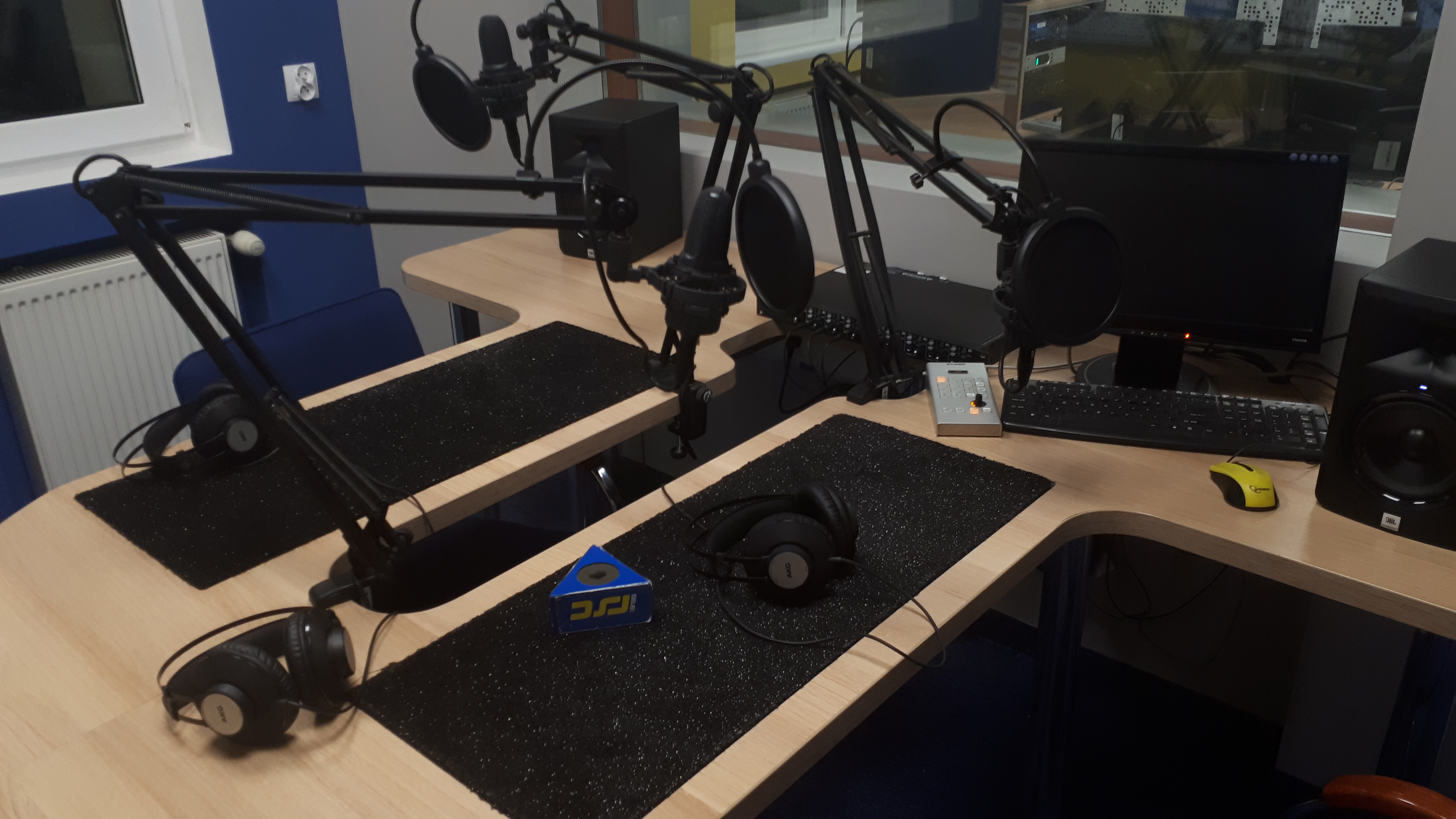
Radio RSC - jedno z pomieszczeń studyjnych radia

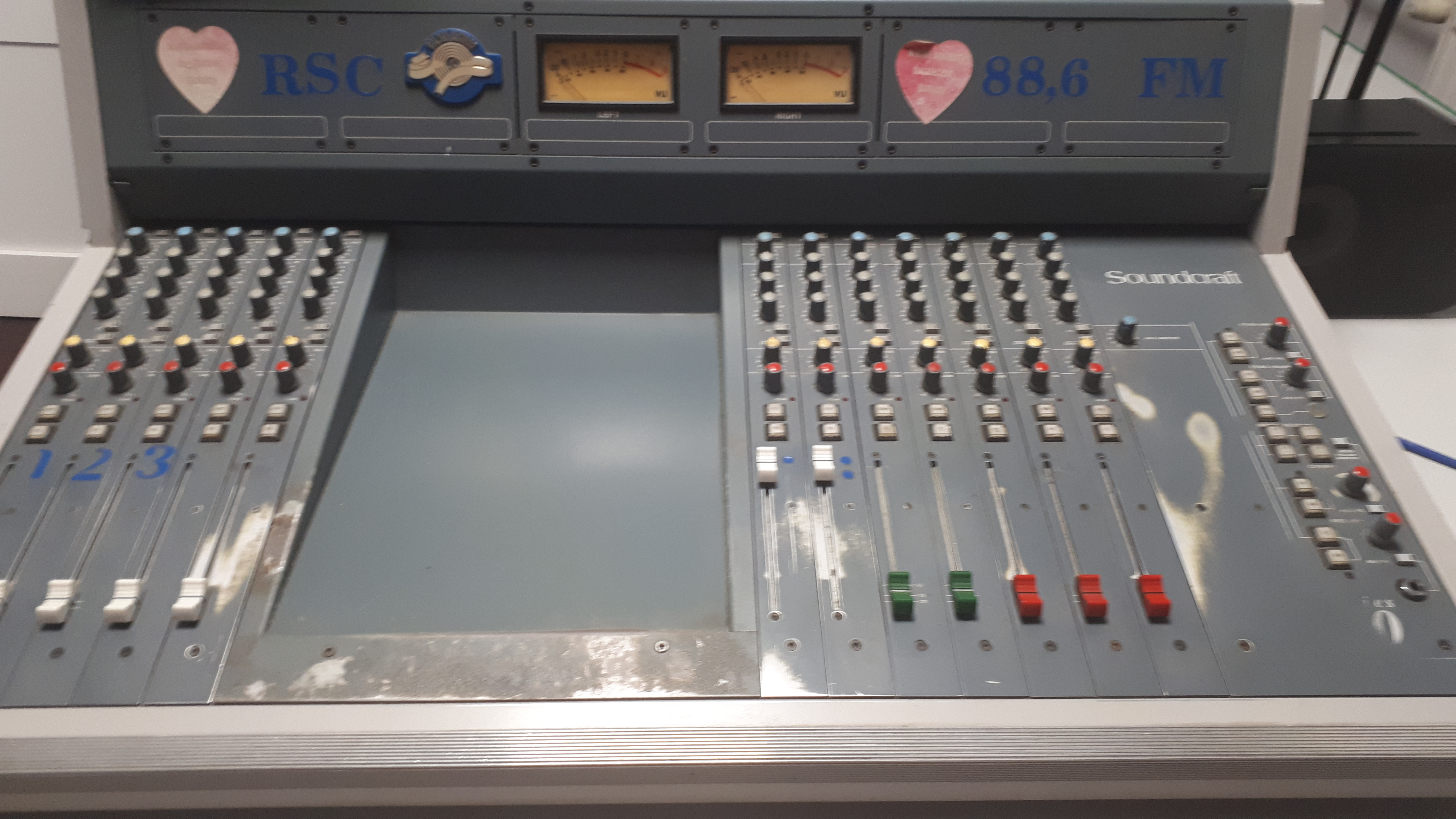
Konsola radiowa z końcówki lat dziewięćdziesiątych XX wieku

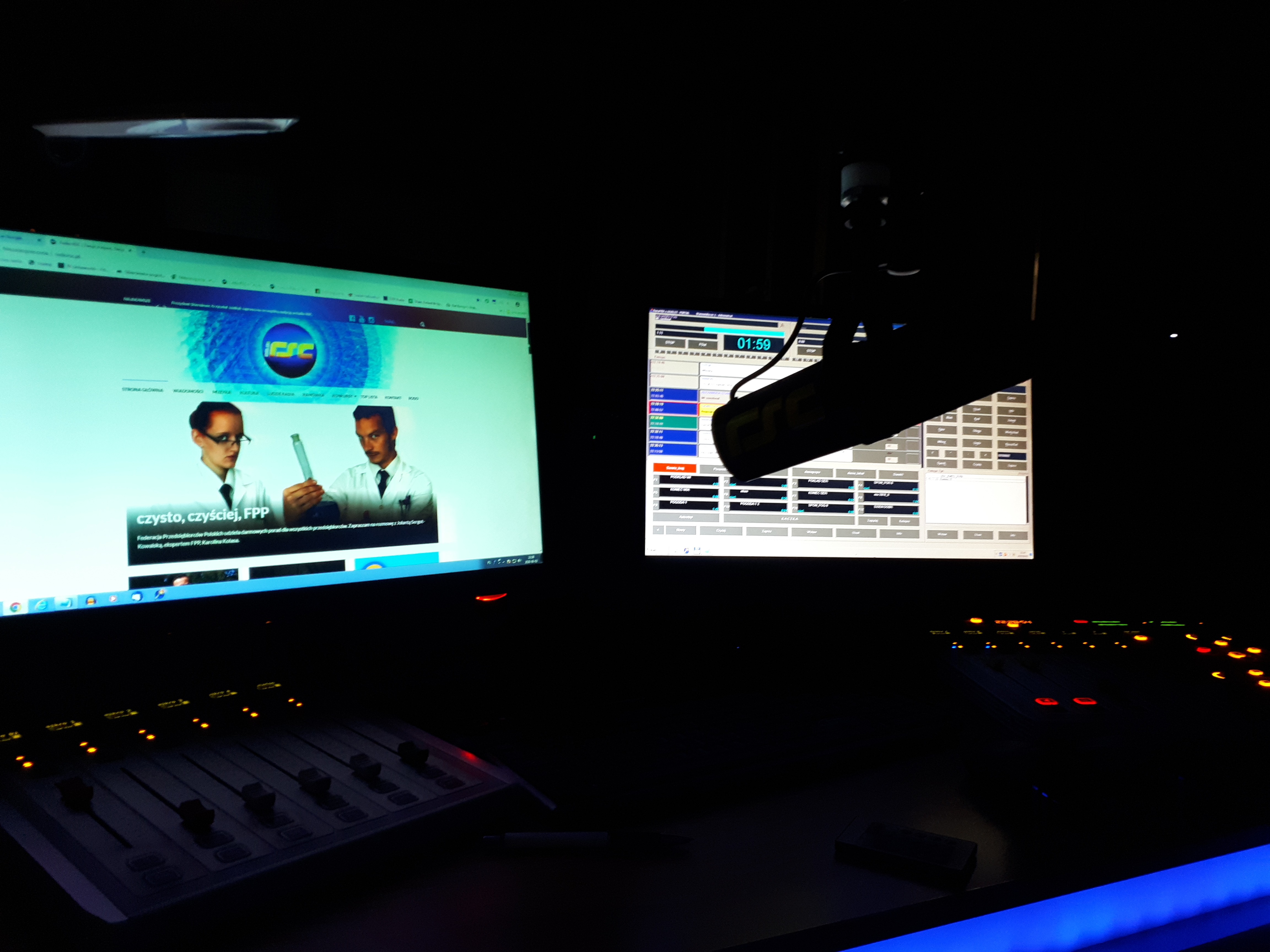
Radio RSC

Radio RSC – polska regionalna rozgłośnia radiowa z siedzibą w Skierniewicach, nadająca od 22 listopada 1997. Radio obejmuje swoim zasięgiem mniej więcej dawne województwo skierniewickie, nadając na częstotliwości 88,6 MHz.
Właścicielem stacji jest Centrum Kultury i Sztuki. Grupę docelową rozgłośni stanowią głównie słuchacze w wieku 25-49 lat, przy czym popołudniami profil ukierunkowany jest w stronę młodzieży. Od dnia 24 grudnia 1999 stacja nadaje przez 24 godziny na dobę, również przez Internet- www.radiorsc.pl
W sierpniu 1998 Radio RSC stało się drugą (po Programie Pierwszym Polskiego Radia) pod względem słuchalności rozgłośnią na terenie ówczesnego województwa skierniewickiego. Badania opublikowane z marca 2001 (OBOP) również wykazały jej najlepszą słuchalność pośród stacji lokalnych nadających na tym obszarze. Według badań opublikowanych w styczniu 2005 (studenci Wyższej Szkoły Ekonomiczno–Humanistycznej w Skierniewicach dla CBOS) jest to najczęściej słuchana stacja w Skierniewicach.
Radio gościło m.in. Justynę Steczkowską, Iwana Komarenko, Tomasza Szczepanika, Mieczysława Szcześniaka, Jacka Łągwę, Martę Wiśniewską (Mandaryna), Katarzynę Groniec, Raya Wilsona, Renatę Przemyk, Renatę Dancewicz, Agatę Buzek, Pawła Wawrzeckiego, Marcina Millera, Wojciecha Cejrowskiego, Sebastiana Karpiela Bułeckiego oraz Kabaret Paranienormalni, Lecha Wałęsę, Katarzynę Figurę, Jacka Stachurskyego, Marka Ociesielskiego

## Radiowe programy tematyczne
- Serwis z kraju i ze świata
- Wiadomości lokalne
- Popołudniówka radia RSC
- Pasmo "Da się  słuchać"
- Gość Radia RSC
- Muzyczne abecadło
- Kalendarium z kraju i ze świata
- Na Sportowo
- Atomagazyn
- Noc z dobrą muzyką
- Traffic - informacje dla kierowców
- Przed i po południu
- Lista Przebojów Wszech Czasów
- „DE ŻA WI” – satyryczne podsumowanie minionego tygodnia
- Audycja autorska KROPKA PL
- Rock po Roku
- Pociąg do Jazzu
- RAP Stacja
- Płytobranie
- Sentymenty - markowa muzyka dla nocnych marków
- Przegląd prasy
- Program Samorządowy
- Skierniewicki Informator Kulturalny
- Mam pytanie Do...
- Audycja Bankomat - przegląd gospodarczy minionego tygodnia
- Audycja autorska „Kropka PL”
- Giełda pracy
- Kącik - kupię, sprzedam, zamienię, oddam

## Redaktorzy naczelni
- Maciej Bąba (od 2024)
- Paulina Wodnicka (od października 2017 do 2023 )
- Sławomir „Słoń” Macias (od 3 sierpnia 2015[4])
- Violetta Karwat (od 15 lipca 2011[5] do ok. sierpnia 2015[4])
- Maciej Bąba (od 17 grudnia 2009[6] do ok. lipca 2011[7][5])
- Ireneusz Walendzik (do 17 grudnia 2009[6])
- Mariusz Szczechowicz
- Marek Czarnota[6]
- Sławomir Wójcik (lata 1997 do 2006)

## Dyrektorzy Radia RSC
- Sławomir Wójcik - pomysłodawca, organizator i pierwszy Redaktor Naczelny - z-ca dyrektora Miejskiego Ośrodka Kultury, prowadzący stację w latach 1997 -2006
- Dariusz Fastyn
- Mariusz Szczechowicz
- Marek Czarnota
- Ireneusz Walendzik
- Maciej Bąba
- Wioletta Karwat
- Sławomir Macias
- Paulina Wodnicka

## Dziennikarze i prezenterzy
- Maciej Bąba
- Andrzej Bialik
- Dariusz Machowski
- Dagmara Obrębska
- Dominika Radomska
- Bartłomiej Kopera
- Dariusz Rosiak
- Arkadiusz Żytka
- Adam Nowicki
- Magdalena Gorożankin-Masłocha
- Bartek Migała

## Zasięg radia
Radio nadaje na częstotliwości 88.6 MHz w centralnej Polsce, byłe województwo skierniewickie.
Zasięg radia dociera do miast: Skierniewice, Sochaczew, Łowicz, Rawa Mazowiecka, Brzeziny, Biała Rawska, Żyrardów, Mszczonów, Głowno, Tomaszów Mazowiecki, Grodzisk Mazowiecki, Pruszków, Piastów oraz do zachodniej części Warszawy i wschodniej części Łodzi na tej samej częstotliwości.
Nadajnik radia znajduje się na najwyższym kominie Spółdzielni Mleczarskiej w mieście Skierniewice.